# Cyclosorus peekelii
Cyclosorus peekelii är en kärrbräkenväxtart som först beskrevs av Cornelis Rugier Willem Karel van Alderwerelt van Rosenburgh, och fick sitt nu gällande namn av Mazumdar och Mukhop. Cyclosorus peekelii ingår i släktet Cyclosorus och familjen Thelypteridaceae. Inga underarter finns listade.